# Alan Hutton
Alan Hutton (* 30. November 1984 in Glasgow) ist ein ehemaliger schottischer Fußballspieler. Der Abwehrspieler war bis zum Ende Saison 2018/19 beim englischen Klub Aston Villa aktiv und absolvierte 50 A-Länderspiele für die schottische Nationalmannschaft.

## Karriere
Alan Hutton wurde 1984 in Glasgow geboren und wuchs in dem kleinen Ort Penilee auf. Er begann schon in jungen Jahren Fußball zu spielen.

### Glasgow Rangers
Hutton begann seine Profikarriere beim schottischen Erstligisten Glasgow Rangers und debütierte für den Club in der Saison 2002/03 in einem Scottish Premier League Match gegen Partick Thistle, das die Rangers 2:1 gewannen. In der Saison 2003/04 absolvierte er elf Spiele in der Premier League und schoss sein erstes Tor gegen Dunfermline Athletic im Ibrox Stadium. In der nächsten Saison wurde er mit den Rangers schottischer Meister und gewann den Scottish League Cup. Er absolvierte zehn Liga-Spiele und debütierte im UEFA-Pokal. Im Februar 2005 brach er sich in der ersten Hälfte eines Liga-Spiels gegen den FC Kilmarnock ein Bein und musste die restliche Saison pausieren.
In der Saison 2005/06 war Hutton wieder einsatzbereit und wurde vom damaligen Trainer Paul Le Guen, dem Nachfolger von Alex McLeish, wieder einberufen. Er spielte in 15 Liga-Spielen und gab sein Debüt in der UEFA Champions League gegen den FC Petržalka 1898. Des Weiteren wurde er in den Champions-League-Spielen unter den letzten 16 Mannschaften gegen den FC Villarreal eingesetzt. In der folgenden Saison wurde Hutton für 29 SPL- und acht UEFA-Cup-Spiele, in denen er ein Tor im Match gegen Partizan Belgrad erzielte, einberufen. Im Sommer 2007 unterzeichnete er einen neuen Fünfjahresvertrag mit den Rangers.
In der Saison 2007/08 wurde er in 24 Liga-Spielen der Rangers 20-mal eingesetzt und bereitete zwei Tore vor. Die Rangers qualifizierten sich für die Gruppenphase. Hutton spielte in allen sechs Gruppenphasenspielen mit. Im Sieg gegen den VfB Stuttgart assistierte er Charlie Adam und gegen Olympique Lyon Daniel Cousin. Jedoch wurden die Rangers nur Gruppendritte und schieden aus.
Im Jahr 2007 erreichte Alan Hutton den achten Platz im Ranking Young Player of the Year des World Soccer Magazines.

### Tottenham Hotspur
Am 30. Januar 2008 wechselte Hutton nach zwei Absagen seinerseits für die Summe von geschätzten neun Millionen Pfund zum englischen Erstligisten Tottenham Hotspur. Sein Debüt gab er in einem Premier-League-Spiel gegen Manchester United am 2. Februar 2008. Am 24. Februar 2008 gewann Hutton mit Tottenham den Premier League Cup gegen den FC Chelsea.

### AFC Sunderland
Am 1. Februar 2010 wurde er bis zum Ende der Saison an den AFC Sunderland ausgeliehen. Sein Debüt gab er gegen Wigan Athletic, das Spiel endete 1:1. Sunderland und Hutton versuchten, die Leihe in einen Transfer umzuwandeln. Aufgrund der Verpflichtung von Marcos Angeleri konnte Sunderland sich jedoch keinen weiteren rechten Verteidiger mehr leisten.

### Aston Villa
In der Sommerpause 2011 wechselte Hutton zu Aston Villa. Er unterschrieb einen Vier-Jahres-Vertrag bis zum 30. Juni 2015 und erhielt die Rückennummer 2. Im Verlauf der Premier League 2011/12 bestritt er 31 Ligaspiele. Am 22. November 2012 verpflichtete ihn der Zweitligist Nottingham Forest auf Leihbasis bis zum 2. Januar 2013. Bis 2014 folgten zwei weitere Leihperioden bei RCD Mallorca und den Bolton Wanderers, bevor er bei Aston Villa wieder zum Stammpersonal zählte. Sein Engagement dort dauerte bis zum Ende der Saison 2018/19.

### Nationalmannschaft
In die schottische Nationalmannschaft wurde Alan Hutton erstmals am 11. Mai 2007 für ein Freundschaftsspiel gegen Österreich und ein EURO 2008 Qualifikationsspiel gegen die Färöer einberufen. Sein erstes Match in einem Wettbewerb absolvierte er im September desselben Jahres gegen Litauen. Im Oktober gewann er den Sky Sports Man of the match award im Spiel gegen die Ukraine.

## Erfolge
Glasgow Rangers
- 2004/05: Scottish Premier League, Scottish League Cup

Tottenham Hotspur
- 2007/08: League Cup